# Список парусных лоц-судов Российского императорского флота

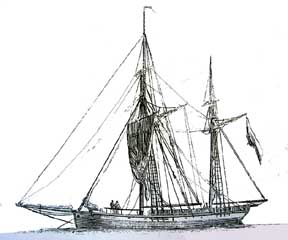
На заре российского парусного флота галиоты часто использовались в качестве лоц-судов

В список включены специально оборудованные парусные гидрографические суда, так называемые лоц-суда или лоции, состоявшие на вооружении Российского флота.
Лоц-суда или лоции представляли собой суда, специально предназначенные для выполнения гидрографических работ, включавших промеры глубин на различных морских участках и фарватерах, описание берегов, установку и снятие вех, баканов и различных знаков, также эти суда использовались для доставки снабжения на маяки.
В эпоху парусного флота для выполнения гидрографических работ зачастую привлекались суда различных классов, такие как галиоты, шхуны, бриги, катера, боты, тендеры и транспорты. Специализированные же гидрографические суда для нужд Российского флота строились в небольших количествах. Так, например, в составе Балтийского флота в разное время одновременно числилось от двух до четырёх таких судов, а в составе Черноморского флота они появились только во второй половине XIX века. Единого проекта для строительства российских гидрографических судов не существовало, эти суда в разное время были галиотами, ботами, бригами и шхунами, которые между тем были специально оборудованы для выполнения гидрографических работ.

## Легенда
Список судов разбит на разделы по флотам, внутри разделов суда представлены в порядке очерёдности включения их в состав флота, в рамках одного года — по алфавиту. Ссылки на источники информации для каждой строки таблиц списка и комментариев, приведённых к соответствующим строкам, сгруппированы и располагаются в столбце Примечания.
Таблица:
- Количество орудий — количество артиллерийских орудий, установленных на судне. В случае, если судно в разное время было вооружено различным количеством орудий, значения указываться через знак «/».
- Размер — длина и ширина судна в метрах.
- Осадка — осадка судна (глубина погружения в воду) в метрах.
- Экипаж — общее количество членов экипажа.
- Верфь — верфь постройки судна.
- Корабельный мастер — фамилия мастера, построившего судно.
- История службы — основные места, даты и события.
- н/д — нет данных.

Сортировка может проводиться по любому из выбранных столбцов таблиц, кроме столбцов История службы и Примечания.

## Лоц-суда Балтийского флота
В разделе приведены все лоц-суда, входившие в состав Балтийского флота.
| Наименование   | Ор.                                                                             | Размер                                                                          | Осадка                                                                          | Эк.                                                                             | Верфь                                                                    | Мастер                                                                   | Вх.  | Вых. | История службы | Прим.                             |
| -------------- | ------------------------------------------------------------------------------- | ------------------------------------------------------------------------------- | ------------------------------------------------------------------------------- | ------------------------------------------------------------------------------- | ------------------------------------------------------------------------ | ------------------------------------------------------------------------ | ---- | ---- | --- | --------------------------------- |
| Курир          | Сведений о вооружении и конструкции судов не сохранилось.                       | Сведений о вооружении и конструкции судов не сохранилось.                       | Сведений о вооружении и конструкции судов не сохранилось.                       | 10                                                                              | Олонецкая верфь                                                          | И. Ю. Татищев                                                            | 1704 | н/д  | Принимало участие в Северной войне. Использовалось для промеров у острова Котлин и в Невской губе. В мае 1712 года участвовало в плавании к Выборгу. После 1712 года упоминания о судне отсутствуют. | [ 2 ] [ 4 ] [ 5 ] [ 6 ]           |
| Лоцман         | Сведений о вооружении и конструкции судов не сохранилось.                       | Сведений о вооружении и конструкции судов не сохранилось.                       | Сведений о вооружении и конструкции судов не сохранилось.                       | 10                                                                              | Охтенская верфь                                                          | В. Соловьев                                                              | 1726 | н/д  | Использовалось для доставки грузов и людей на маяки, установки и снятия вех и баканов в Финском заливе. В октябре 1731 года оказало помощь севшему на мель фрегату «Эсперанс». В мае 1734 года было захвачено французскими судами, однако освобождено при захвате Данцига. В 1735 году подверглось ремонту на Галерной верфи. Принимало участие в русско-шведской войне 1741—1743 годов. С 1744 по 1746 год состояло на почтовом сообщении между Кронштадтом и Данцигом. В 1753 и 1754 годах помимо гидрографических работ использовалось для поиска подходящих для разведения устриц банок. | [ 2 ] [ 4 ] [ 7 ] [ 8 ]           |
| Штурман        | Сведений о вооружении и конструкции судов не сохранилось.                       | Сведений о вооружении и конструкции судов не сохранилось.                       | Сведений о вооружении и конструкции судов не сохранилось.                       | 10                                                                              | Охтенская верфь                                                          | В. Соловьев                                                              | 1727 | н/д  | Использовалось для доставки грузов и людей на маяки, установки и снятия вех и баканов в Финском заливе. В 1735 году подверглось ремонту в Кронштадте. Принимало участие в русско-шведской войне 1741—1743 годов. В 1746 году состояло на почтовом сообщении между Кронштадтом и Любеком, а в 1749 и 1754 годах — между Кронштадтом и Ревелем. | [ 9 ] [ 1 ] [ 10 ] [ 11 ]         |
| Тонеин         | Сведений о вооружении, конструкции и численности экипажей судов не сохранилось. | Сведений о вооружении, конструкции и численности экипажей судов не сохранилось. | Сведений о вооружении, конструкции и численности экипажей судов не сохранилось. | Сведений о вооружении, конструкции и численности экипажей судов не сохранилось. | Галерная верфь                                                           | Сведений о корабельных мастерах, построивших суда, не сохранилось.       | 1740 | 1768 | В 1740 году производило промеры и съемку пролива Моонзунд. Принимало участие в русско-шведской войне 1741—1743 годов. В 1745 и 1746 годах использовалось для установки вех и наблюдения за фарватерами. 30 октября (10 ноября) 1745 года у Толбухина маяка было затерто льдами и на следующий день село на Толбухину мель. В ноябре и декабре было снято с мели и проведено в Кронштадт. В 1747 году ходило в Данциг. С 1748 по 1750 году устанавливало вехи и баканы от Кронштадта до банки Кольбодегрунд. Принимало участие в Семилетней войне 1756—1763 годов в качестве гидрографического, грузового и посыльного судна. В 1768 году было застигнуто штормом во время стоянки у острова Оденсгольм, выброшено на берег и разбилось. | [ 1 ] [ 12 ] [ 10 ] [ 13 ]        |
| Лоцман         | Сведений о вооружении, конструкции и численности экипажей судов не сохранилось. | Сведений о вооружении, конструкции и численности экипажей судов не сохранилось. | Сведений о вооружении, конструкции и численности экипажей судов не сохранилось. | Сведений о вооружении, конструкции и численности экипажей судов не сохранилось. | Олонецкая верфь                                                          | Сведений о корабельных мастерах, построивших суда, не сохранилось.       | 1755 | н/д  | С 1755 по 1759 на судне выполнялись гидрографические работы в Финском заливе. Принимало участие в Семилетней войне 1756—1763 годов, в том числе в эвакуации войск из Кольберга. С 1761 по 1764 год использовалось для установки вех и баканов в Финском заливе. В 1765 году несло брандвахтенную службу на Кронштадтском рейде. | [ 1 ] [ 12 ] [ 14 ]               |
| Штурман        | Сведений о вооружении, конструкции и численности экипажей судов не сохранилось. | Сведений о вооружении, конструкции и численности экипажей судов не сохранилось. | Сведений о вооружении, конструкции и численности экипажей судов не сохранилось. | Сведений о вооружении, конструкции и численности экипажей судов не сохранилось. | Олонецкая верфь                                                          | Сведений о корабельных мастерах, построивших суда, не сохранилось.       | 1755 | н/д  | С 1756 состояло на почтовом сообщении между Кронштадтом и Данцигом. Принимало участие в Семилетней войне 1756—1763 годов в качестве гидрографического, брандвахтенного и грузового судна. | [ 1 ] [ 12 ] [ 15 ]               |
| Лоц-галиот № 1 | Сведений о вооружении, конструкции и численности экипажей судов не сохранилось. | Сведений о вооружении, конструкции и численности экипажей судов не сохранилось. | Сведений о вооружении, конструкции и численности экипажей судов не сохранилось. | Сведений о вооружении, конструкции и численности экипажей судов не сохранилось. | Галерная верфь                                                           | Сведений о корабельных мастерах, построивших суда, не сохранилось.       | 1772 | н/д  | Использовалось для гидрографических работ в Финском заливе и доставки провизии на маяки. | [ 1 ] [ 12 ]                      |
| Лоц-бот № 3    | Сведений о вооружении, конструкции и численности экипажей судов не сохранилось. | Сведений о вооружении, конструкции и численности экипажей судов не сохранилось. | Сведений о вооружении, конструкции и численности экипажей судов не сохранилось. | Сведений о вооружении, конструкции и численности экипажей судов не сохранилось. | Олонецкая верфь                                                          | Сведений о корабельных мастерах, построивших суда, не сохранилось.       | 1773 | 1782 | С 1773 по 1782 год использовалось для выполнения гидрографических работ в Финском заливе. В ноябре 1782 года вышло из Ревеля к острову Нарген на помощь терпящему бедствие британскому судну. 11 (22) ноября шквалом был выброшено на камни у Наргена и разбилось. | [ 1 ] [ 12 ] [ 16 ] [ 17 ]        |
| Лоц-бот № 1    | Сведений о вооружении, конструкции и численности экипажей судов не сохранилось. | Сведений о вооружении, конструкции и численности экипажей судов не сохранилось. | Сведений о вооружении, конструкции и численности экипажей судов не сохранилось. | Сведений о вооружении, конструкции и численности экипажей судов не сохранилось. | Сведений о местах постройки судов и корабельных мастерах не сохранилось. | Сведений о местах постройки судов и корабельных мастерах не сохранилось. | 1811 | н/д  | С 1811 по 1814 год использовалось для выполнения гидрографических работ в Финском заливе. Помимо этого в октябре 1812 года на судне из Кронштадта в Свеаборг был доставлен провиант для учеников Морского корпуса. С 1815 по 1817 год принимал участие в экспериментах с магнитным компасом у острова Юссари. | >                                 |
| Лоц-бот № 2    | Сведений о вооружении, конструкции и численности экипажей судов не сохранилось. | Сведений о вооружении, конструкции и численности экипажей судов не сохранилось. | Сведений о вооружении, конструкции и численности экипажей судов не сохранилось. | Сведений о вооружении, конструкции и численности экипажей судов не сохранилось. | Сведений о местах постройки судов и корабельных мастерах не сохранилось. | Сведений о местах постройки судов и корабельных мастерах не сохранилось. | 1811 | н/д  | С 1811 по 1817 год использовалось для выполнения гидрографических работ в Финском заливе. Помимо этого в октябре 1812 года на судне из Кронштадта в Свеаборг был доставлен провиант для учеников Морского корпуса. С 1818 по 1822 год нёс брандвахтенную службу у острова Уттэ. | [ 1 ] [ 19 ] [ 20 ] [ 21 ]        |
| Лоц-бот № 3    | Сведений о вооружении, конструкции и численности экипажей судов не сохранилось. | Сведений о вооружении, конструкции и численности экипажей судов не сохранилось. | Сведений о вооружении, конструкции и численности экипажей судов не сохранилось. | Сведений о вооружении, конструкции и численности экипажей судов не сохранилось. | Сведений о местах постройки судов и корабельных мастерах не сохранилось. | Сведений о местах постройки судов и корабельных мастерах не сохранилось. | 1811 | н/д  | С 1811 по 1818 год использовалось для выполнения гидрографических работ в Финском заливе. В 1818 году также нёс брандвахтенную службу у острова Уттэ, с 1819 по 1822 год — у Гангута, а в 1823 году — в Свеаборге. | [ 1 ] [ 22 ] [ 23 ] [ 24 ] [ 25 ] |
| Юнге-Эдуард    | Сведений о вооружении, конструкции и численности экипажей судов не сохранилось. | Сведений о вооружении, конструкции и численности экипажей судов не сохранилось. | Сведений о вооружении, конструкции и численности экипажей судов не сохранилось. | Сведений о вооружении, конструкции и численности экипажей судов не сохранилось. | Место конфискации судна неизвестно.                                      | Место конфискации судна неизвестно.                                      | 1812 | н/д  | Переоборудовано из конфискованного купеческого судна. С 1813 по 1844 год использовалось для установки вех на фарватерах и доставки грузов на маяки Финского и Рижского заливов. После 1844 года в море не выходило. | [ 1 ] [ 26 ] [ 27 ] [ 28 ]        |
| Лоц-бот № 8    | Сведений о вооружении, конструкции и численности экипажей судов не сохранилось. | Сведений о вооружении, конструкции и численности экипажей судов не сохранилось. | Сведений о вооружении, конструкции и численности экипажей судов не сохранилось. | Сведений о вооружении, конструкции и численности экипажей судов не сохранилось. | Сведений о месте постройки судна и корабельном мастере не сохранилось.   | Сведений о месте постройки судна и корабельном мастере не сохранилось.   | 1815 | н/д  | В 1815 году использовалось для выполнения гидрографических работ в Финском заливе. В 1816 и 1817 годах нёс брандвахтенную службу у Роченсальма. | [ 1 ] [ 12 ] [ 29 ] [ 30 ]        |
| Филадельфия    | н/д                                                                             | 26,4 x 7,3                                                                      | 3,4                                                                             | н/д                                                                             | Места конфискации судов неизвестны.                                      | Места конфискации судов неизвестны.                                      | 1818 | 1826 | Переоборудовано из транспортного судна «Филадельфия Пекст». Ежегодно с 1818 по 1824 год использовалось для установки вех на фарватерах Финского залива и доставки провианта из Кронштадта в Ревель, Свеаборг и Роченсальм. По окончании службы было разобрано. | [ 1 ] [ 31 ]                      |
| Аллерт         | 6                                                                               | 22,3 x 6,8                                                                      | 3,5                                                                             | н/д                                                                             | Места конфискации судов неизвестны.                                      | Места конфискации судов неизвестны.                                      | 1820 | 1834 | Переоборудовано из конфискованного купеческого судна. C 1821 по 1833 год использовалось для выполнения гидрографических работ в Финском заливе и доставки грузов на маяки. По окончании службы было переоборудовано под магазин. | [ 1 ] [ 26 ] [ 32 ]               |
| Виндава        | 6                                                                               | 25 x 6,7                                                                        | 4,5                                                                             | н/д                                                                             | Охтенская верфь                                                          | В. Ф. Стокке                                                             | 1832 | 1843 | Ежегодно с 1833 по 1841 год использовалось для установки вех в проливе Моонзунд, Финском и Рижском заливах, а также доставки грузов на маяки. По окончании службы было разобрано в Кронштадте. | [ 1 ] [ 22 ] [ 33 ]               |
| Тритон         | 14                                                                              | 30,5 x 9                                                                        | 2,7                                                                             | н/д                                                                             | Кронштадтская верфь                                                      | Семенов                                                                  | 1835 | 1849 | В 1836 и 1837 годах использовалось для установки вех в районе Кронштадта и доставки грузов на маяки. Ежегодно каждую весну с 1838 по 1843 год также использовалось для установки вех у Кронштадта, а каждое лето кампаний этих лет совершало плавания по между портами Балтийского моря с кадетами штурманского полуэкипажа. В 1844 году на судне устанавливались вехи от Кронштадта до банки Кольбодегрунд. По окончании службы было разобрано. | [ 1 ] [ 16 ] [ 22 ] [ 34 ]        |
| Нептун         | 6/14                                                                            | 30,5 x 9                                                                        | 2,7                                                                             | н/д                                                                             | Охтенская верфь                                                          | И. А. Амосов                                                             | 1845 | 1860 | С 1849 по 1858 год использовались для выполнения гидрографических работ в Финском заливе и доставки материалов на маяки. По окончании службы оба судна были проданы на слом. | [ 1 ] [ 16 ] [ 22 ]               |
| Сирена         | 14                                                                              | 30,5 x 9                                                                        | 2,7                                                                             | н/д                                                                             | Охтенская верфь                                                          | И. А. Амосов                                                             | 1845 | 1860 | С 1849 по 1858 год использовались для выполнения гидрографических работ в Финском заливе и доставки материалов на маяки. По окончании службы оба судна были проданы на слом. | [ 1 ] [ 16 ] [ 22 ]               |
| Коммерстракс   | 14                                                                              | 27,8 x 10,1                                                                     | 3                                                                               | н/д                                                                             | Бриг был захвачен у шведов в районе Свеаборга.                           | Бриг был захвачен у шведов в районе Свеаборга.                           | 1851 | н/д  | Переоборудовано из одноимённого брига. С 1853 по 1857 год использовалось для выполнения гидрографических работ у Ревеля. После 1857 года в море не выходил. | [ 35 ] [ 36 ] [ 37 ]              |

## Лоц-суда Черноморского флота
В разделе приведены все лоц-суда, входившие в состав Черноморского флота.
| Наименование | Ор.  | Размер     | Осадка | Верфь                       | Мастер          | Вх.  | Вых. | История службы | Прим.                       |
| ------------ | ---- | ---------- | ------ | --------------------------- | --------------- | ---- | ---- | --- | --------------------------- |
| Алупка       | 2    | 21,7 x 6,6 | 3,8    | Николаевское адмиралтейство | И. С. Дмитриев  | 1842 | 1853 | С 1842 по 1853 год использовалось для выполнения гидрографических работ в Чёрном море. В 1851 году подверглось тимберовке в Николаеве. В декабре 1853 года во время шторма было занесено в пролив Босфор и захвачено турками.                                                                                           | [ 22 ] [ 38 ] [ 39 ]        |
| Астролябия   | 6/10 | 24,2 x 6,7 | 3,4    | Николаевское адмиралтейство | Г. В. Афанасьев | 1843 | 1855 | С 1844 по 1853 год использовались для выполнения гидрографических работ в Чёрном море. Принимала участие в Крымской войне, в 1854 и 1855 годах находилась в Керчи. 12 (24) мая 1855 года было там же затоплено во избежание захвата подошедшей к Керчи англо-французской эскадрой.                                      | [ 22 ] [ 38 ] [ 39 ] [ 40 ] |
| Квадрант     | 6/10 | 24,2 x 6,7 | 3,4    | Николаевское адмиралтейство | Г. В. Афанасьев | 1845 | 1859 | С 1846 по 1853 год использовались для выполнения гидрографических работ в Чёрном море. Во время Крымской войны в 1854 и 1855 годах находились в Николаеве. После войны С 1856 по 1858 год вновь использовались для выполнения гидрографических работ в Чёрном море. По окончании службы оба судна были проданы на слом. | [ 22 ] [ 39 ] [ 41 ]        |
| Мензула      | 6/10 | 24,2 x 6,7 | 3,4    | Николаевское адмиралтейство | Г. В. Афанасьев | 1845 | 1859 | С 1846 по 1853 год использовались для выполнения гидрографических работ в Чёрном море. Во время Крымской войны в 1854 и 1855 годах находились в Николаеве. После войны С 1856 по 1858 год вновь использовались для выполнения гидрографических работ в Чёрном море. По окончании службы оба судна были проданы на слом. | [ 22 ] [ 39 ] [ 41 ]        |
| Секстан      | 6/10 | 24,2 x 6,7 | 3,4    | Николаевское адмиралтейство | Г. В. Афанасьев | 1845 | 1855 | С 1846 по 1853 год использовались для выполнения гидрографических работ в Чёрном море. Принимала участие в Крымской войне, в 1854 и 1855 годах находилась в Таганроге. 22 мая (3 июня) 1855 года там же было уничтожено огнём англо-французской эскадры.                                                                | [ 22 ] [ 39 ] [ 41 ]        |
| Буг          | н/д  | 25 x 6,1   | 1,4    | Николаевское адмиралтейство | М. М. Окунев    | 1850 | н/д  | С 1862 по 1879 год использовалось для выполнения гидрографических работ в Чёрном море и реке Буг. В 1880 году судно было отчислено к Николаевскому порту. В 1902 году числилось в качестве «плавучего маяка № 1». | [ 39 ] [ 42 ] [ 43 ]        |
| Березань     | н/д  | 25 x 6,1   | 1,4    | Николаевское адмиралтейство | Александров     | 1853 | н/д  | С 1862 по 1872 год и с 1875 по 1879 год использовалось для выполнения гидрографических работ в Чёрном море и реке Буг. В 1873 и 1874 годах несло брандвахтенную службу в Очакове. В 1880 году судно было отчислено к Николаевскому порту. В 1902 году числилось в качестве «плавучего маяка № 2».                       | [ 39 ] [ 42 ] [ 44 ] [ 45 ] |

### Комментарии
1. ↑  Или «Курьер». Лоц-галиот.
2. 1 2  Лоц-галиоты «Лоцман» и «Штурман» строились по одному проекту и до 23 июня (4 июля) 1730 года носили соответственно наименования «Первый» и «Второй».
3. 1 2 3  Лоц-галиот.
4. 1 2  Точная дата постройки не установлена, указан вероятный год постройки.
5. 1 2  Год конфискации судна.
6. ↑  До переоборудования в лоц-судно «Филадельфия Пекст».
7. ↑  Указан год переоборудования в лоц-судно, транспорт был конфискован в 1812 году.
8. ↑  Лоц-судно с парусным вооружением брига, в некоторых источниках также упоминается как «Алларт».
9. ↑  Лоц-судно с парусным вооружением брига.
10. 1 2  Длина между перпендикулярами, а ширина без обшивки.
11. 1 2 3  Лоц-суда «Тритон», «Нептун» и «Сирена» строились по одному проекту, тип «Тритон».
12. ↑  От шведского Веселый, беззаботный.
13. ↑  Указано вооружение брига, сведений об артиллерийском вооружении лоц-судна не сохранилось.
14. ↑  Указан год переоборудования в лоц-судно из брига.
15. 1 2 3 4  Лоц-шхуны «Астролябия», «Квадрант», «Мензула» и «Секстан» строились по одному проекту, тип «Астролябия».
16. ↑  3-фунтовые фальконеты.
17. 1 2  Лоц-суда «Буг» и «Березань» строились по одному проекту, тип «Буг». В ряде документов оба судна числись тендерами, поскольку имели парусное вооружение тендера. Оба судна имели железный корпус.